# Medmorje
Medmorje (poljsko Międzymorze)  je bil geopolitični načrt poljskega generala in politika Józefa Piłsudskega, zasnovan po prvi svetovni vojni, da bi združil poljsko-litovsko ozemlje njune nekdanje skupne države znotraj ene same države. Načrt je šel skozi več obdobij, od katerih so nekatera predvidevala tudi  vključitev sosednjih držav. Predlagana večnacionalna skupnost bi vključevala ozemlja med Baltskim, Črnim in Jadranskim morjem, od tod tudi ime Medmorje.  
Medmorje v najširšem obsegu bi bilo predvidoma federacija držav Srednje in Vzhodne Evrope.  Piłsudski  je v Medmorje nameraval vključiti baltske države (Litva, Latvija, Estonija), Finsko, Belorusijo, Ukrajino, Madžarsko, Romunijo, Jugoslavijo in Češkoslovaško.
Predlagana federacija bi se zgledovala po poljsko-litovski Republiki obeh narodov, ki se je raztezala od Baltskega do Črnega morja in je od konca 16. stoletja do konca 18. stoletja združevala Kraljevino Poljsko in Veliko litovsko kneževino. Medmorje je bilo prva faza geopolitične vizije Piłsudskega, katere cilj je bil razkosanje Ruskega imperija in prisvojitev njegovega ozemlja in bogastev.
Nekateri Litovci so Medmorje razumeli kot grožnjo svoji na novo vzpostavljeni neodvisnosti, nekateri Ukrajinci pa kot grožnjo svojim težnjam po neodvisnosti. Francija je predlog podprla, Sovjetska zveza in većina zahodnih držav pa mu je nasprotovala.  Dve desetletji po neuspelem načrtu Piłsudskega  so vse države, ki jih je imel za kandidatke za članstvo v federaciji Medmorje, Razen Finske, prišle pod oblast Sovjetske zveze ali Tretjega rajha. 

## Ozadje
Poljsko-litovska zveza in vojaško zavezništvo sta nastali kot odgovor na grožnje, ki so jih predstavljali Tevtonski viteški red, Zlata horda in Moskovska velika kneževina. Zavezništvo je bilo prvič vzpostavljeno leta 1385 s Krevsko unijo, sklenjeno s poroko poljske kraljice Jadwige in litovskega velikega vojvode Jogaile iz dinastije Gediminidov, ki je po poroki vladal kot poljski kralj Vladislav II. Jagiełło. 
Dolgotrajnejša federacija je nastala leta 1569 v obliki poljsko-litovske skupne države, Republike obeh narodov, ki je trajala do leta 1795, se pravi do tretje delitve Poljske. Poljsko-litovsko zavezništvo je torej trajalo skupno 410 let in včasih predstavljalo največjo državo v Evropi. 
V Republiki obeh narodov je bilo več predlogov za razširitev na poljsko-litovsko-moskovske ali poljsko-litovsko-rusinske skupnosti. Čeprav je Republika obeh narodov občasno vladala tudi v delih  Rusije in več stoletij v večjemu delu Rutenije, ti predlogi niso bili nikoli izvedeni na ustavni ravni. 

### Načrt Adama Czartoryskega
Med novembrskim in januarskim uporom v obdobju med letoma 1832 in 1861, je idejo o oživitvi posodobljene poljsko-litovske skupne države zagovarjal knez Adam Jerzy Czartoryski, ki je v izgnanstvu bival v hotelu Lambert v Parizu.
Czartoryski se je v svoji mladosti boril proti Rusiji v poljsko-ruski vojni leta 1792. Boril bi se tudi v  Kościuszkovem uporu leta 1794, če ga na poti na Poljsko ne bi aretirali v Bruslju. Kasneje, leta 1795, sta on in njegov mlajši brat dobila ukaz, naj vstopita v rusko cesarsko vojsko. Katarina Velika je bila nad njima tako navdušena, da jima je vrnila del zaplenjenih posesti. Adam Czartoryski je pozneje služil ruskima carjema Pavlu I. in Aleksandru I. kot diplomat in zunanji minister ter med napoleonskimi vojnami organiziral protifrancosko koalicijo. Czartoryski, eden od voditeljev poljskega upora novembra 1830, je bil po ruski zadušitvi upora obsojen na smrt, a so mu na koncu dovolili, da je odšel v izgnanstvo v Francijo. 
V Parizu je "vizionar" Adam Czartoryski državnik in nekdanji prijatelj, zaupnik in de facto zunanji minister Aleksandra I., deloval kot "nekronani kralj in nepriznani zunanji minister" neobstoječe Poljske.
V svoji knjigi Essai sur la diplomatie (Esej o diplomaciji), dokončani leta 1827, a objavljeni šele leta 1830, je Czartoryski zapisal, da je "po razširitvi svojega vpliva proti jugu in zahodu in zaradi narave stvari nedosegljiva z vzhoda in severa, Rusija postaja vir nenehne grožnje Evropi". Opredelil je tudi prihodnjo grožnjo iz Prusije in razkril vključitev Vzhodne Prusije v obujeno Poljsko.
Diplomatska prizadevanja Czartoryskega so predvidela prometeistični projekt Józefa  Piłsudskega v povezovanju prizadevanj za poljsko neodvisnost s podobnimi gibanji drugih podjarmljenih narodov v Evropi, vse do Kavkaza na vzhodu, predvsem v Gruziji.
Czartoryski si je prizadeval, da bi s francosko, britansko in osmansko podporo ponovno vzpostavil nekakšno panslovansko poljsko-litovsko državo, združeno s Čehi, Slovaki, Madžari, Romuni in vsemi Južnimi Slovani bodoče Jugoslavije. Poljska bi po njegovem konceptu lahko posredovala v sporih med Madžarsko in Slovani ter med Madžarsko in Romunijo. Načrt se je v obdobju nacionalnih revolucij v letih 1848–1849 zdel izvedljiv, vendar je propadel zaradi pomanjkanja zahodne podpore, nepopustljivosti Madžarov do Čehov, Slovakov in Romunov ter vzpona nemškega nacionalizma.
Marian Kamil Dziewanowski piše, da je "prinčevo prizadevanje predstavljalo življenjsko vez med Jagelonci, prototipom federacije iz 16. stoletja, in federativnim prometeističnim programom Józefa Piłsudskega, ki naj bi sledil po prvi svetovni vojni ".

## MiędzymorzeJózefa Piłsudskega
Strateški cilj Józefa Piłsudskega je bil obuditi posodobljeno, demokratično obliko skupne poljsko-litovske države in si hkrati prizadevati razbiti Rusko carstvo in kasneje Sovjetsko zvezo na njene etnične sestavine. Slednje je bil njegov prometeistični projekt. Piłsudski je videl federacijo Medmorje kot protiutež ruskemu in nemškemu imperializmu. Po mnenju Dziewanowskega načrt ni bil nikoli izražen na sistematičen način, ampak se je namesto tega opiral na pragmatične instinkte Piłsudskega. Po poročanju britanskega znanstvenika Georgea Sanforda je približno v času poljsko-sovjetske vojne leta 1920 Piłsudski priznal, da načrt ni izvedljiv.

### Opozicija
Načrt Piłsudskega je naletel na nasprotovanje tako rekoč z vseh strani. Sovjeti, katerih vplivna sfera je bila neposredno ogrožena, so si prizadevali preprečiti načrt Medmorje. Zavezniške sile so domnevale, da je boljševizem le začasna grožnja, in niso želele, da bi njihova pomembna tradicionalna zaveznica Rusija oslabela. Piłsudskemu so zamerili zavračanje pomoči njegovim belim zaveznikom in nanj gledali  sumničavo, na njegove načrte kot nerealne in pustili Poljsko, da se je omejila na območja z jasno izraženo poljsko etnično pripadnostjo. Litovci, ki so leta 1918 ponovno vzpostavili svojo neodvisnost, se niso hoteli pridružiti. Ukrajinci, ki so si podobno prizadevali za neodvisnost,Alfonsas Eidintas, Vytautas Zalys, Lithuania in European Politics: The Years of the First Republic, 1918–1940, Palgrave, 1999, ISBN 0-312-22458-3. str. 78–81.</ref> so se prav tako bali, da jih bo Poljska spet podjarmila, Belorusi pa so se še vedno bali poljske nadvlade, vendar niso bili tako zainteresirani za neodvisnost kot Ukrajinci. Možnosti za izvedbo načrta Piłsudskega niso povečale niti vrste vojn po prvi svetovni vojni in mejnih konfliktov med Poljsko in njenimi sosedami na spornih ozemljih: poljsko-sovjetska vojna, poljsko-litovska vojna, poljsko-ukrajinska vojna in mejni konflikti med Poljsko in Češkoslovaško. 
Konceptu Piłsudskega so nasprotovali tudi znotraj same Poljske, kjer je voditelj Narodne demokracije Roman Dmowski razpravljal o etnično homogeni Poljski, v kateri bi bile manjšine polonizirane. Številni poljski politiki, vključno z Dmowskim, so nasprotovali ideji večetnične federacije in so namesto tega raje delali za enotno poljsko nacionalno državo. Sanford je opisal politiko Piłsudskega po njegovem ponovnem prevzemu oblasti leta 1926 kot osredotočeno na polonizacijo vzhodnoslovanskih manjšin v državi in na centralizacijo oblasti.
Medtem ko nekateri poznavalci sprejemajo demokratična načela, ki jih je v svoj zvezni načrt vključil Piłsudski, drugi na takšne trditve gledajo s skepso in opozarjajo na državni udar leta 1926, ko je Piłsudski privzel skoraj diktatorska pooblastila. Na njegov projekt nenaklonjeno gleda zlasti večina ukrajinskih zgodovinarjev, pri čemer Oleksandr Derhachov trdi, da bi federacija ustvarila veliko Poljsko, v kateri bi bile pravice nepoljakov, zlasti Ukrajincev, kratkotrajne.
Nekateri zgodovinarji menijo, da je bil Piłsudski, ki je trdil, da "ne more biti neodvisne Poljske brez neodvisne Ukrajine", verjetno  bolj zainteresiran za odcepitev Ukrajine od Rusije kot za zagotavljanje blaginje Ukrajincev.  Brez obotavljanja je uporabil vojaško silo za razširitev poljskih meja na Galicijo in Volinijo, s čimer je zatrl ukrajinski poskus samoodločbe na spornih ozemljih vzhodno od reke Bug. Na tem ozemlju so bili Poljaki v večini samo v mestih, kot je Lvov, mesta pa so bila obkrožena s podeželsko ukrajinsko večino. 
Ko je govoril o prihodnjih mejah Poljske, je Piłsudski dejal: "Vse, kar lahko pridobimo na zahodu, je odvisno od Antante, zlasti od tega, v kolikšni meri želi stisniti Nemčijo, medtem ko se na vzhodu vrata odpirajo in zapirajo, odvisno od tega, kdo jih odpre in kako daleč". V kaosu na vzhodu so se poljske sile odločile prodreti tako daleč, kolikor je bilo mogoče. Po drugi strani Poljska ni bila zainteresirana niti da bi se pridružila zahodnemu posredovanju v ruski državljanski vojni niti da bi sama osvajala Rusijo.

### Neuspeh
Po poljsko-sovjetski vojni (1919–1921) in ustanovitvi Ukrajinske SSR je Piłsudskijev koncept federacije srednje- in vzhodnoevropskih držav, ki je temelji na poljsko-ukrajinski osi, izgubil vse možnosti za uresničitev.
Piłsudski je nato razmišljal o federaciji ali zavezništvu z baltskimi in balkanskimi državami. Ta načrt je predvideval srednjeevropsko zvezo, ki bi vključevala Poljsko, Češkoslovaško, Madžarsko, Skandinavijo, baltske države, Romunijo, Bolgarijo, Jugoslavijo in Grčijo. Prvotni načrt se je torej razširil proti severu in jugu od Arktičnega oceana do Sredozemskega morja. Tudi ta projekt je propadel: Poljski nista zaupali Češkoslovaška in Litva. Medtem ko je imela Poljska  razmeroma dobre odnose z drugimi državami, so drugje vladale napetosti med sosedami, zaradi katerih je bilo v Srednji Evropi praktično nemogoče ustvariti velik blok držav, ki so imele vse dobre medsebojne odnose. Na koncu je bila namesto velike federacije iz leta 1921 ustanovljena le poljsko-romunska zveza. V primerjavi s tem je imela več uspeha Češkoslovaška s svojo Malo antanto (1920–1938) z Romunijo in Jugoslavijo, ki jo je podpirala Francija. 
Piłsudski je umrl leta 1935. Poznejšo, precej pomanjšano različico njegovega koncepta Medmorja  je poskušal izvesti medvojni poljski zunanji minister Józef Beck, varovanec Piłsudskega. Njegov predlog v poznih 30. letih 20. stoletja o "tretji Evropi",  zavezništvu Poljske, Romunije in Madžarske,  ni dobil veliko veljave pred začetkom druge svetovne vojne.  Beckov koncept tretje Evrope ni imel nobene možnosti, ker je bila Nemčija drugo največje gospodarstvo na svetu in je gospodarsko prevladovala v vsej vzhodni Evropi. Zaradi gospodarskih razlogov je v vzhodni Evropi obstajala težnja, da bi se zgledovala po Berlinu in ne po Varšavi.
Po mnenju nekaterih zgodovinarjev je bil neuspeh pri ustvarjanju močne protiuteži Nemčiji in Sovjetski zvezi, kot jo je predlagal Piłsudski,  vzrok za zlo usodo, ki je nesojene države članice Medmorja doletela v drugi svetovni vojni in po njej.

## Druga svetovna vojna in obdobje po njej
Koncept Unije srednjeevropskih  in vzhodnoevropskih držav, zasidrane med Baltskim, Jadranskim in Črnim morjem, je bil oživljen med drugo svetovno vojno v poljski vladi v izgnanstvu Władysława Sikorskega. 
Prvi korak k njeni uveljavitvi,  razprave med grško, jugoslovansko, poljsko in češkoslovaško vlado v izgnanstvu leta 1942 o morebitni grško-jugoslovanski in poljsko-češkoslovaški federaciji, so na koncu naletele na nasprotovanje Sovjetske zveze, kar je privedlo do češkega obotavljanja in zavezniške brezbrižnosti oziroma nasprotovanja.
Poljska podzemna država je v tistem obdobju pozvala k ustanovitvi srednje- in vzhodnoevropske federalne unije, v kateri ne bi dominirala nobena država.
12. maja 2011 so države Višegrajske skupine (Republika Poljska, Češka, Slovaška in Madžarska) napovedale oblikovanje Višegrajske skupine pod vodstvom Poljske. Višegrajska skupina je do leta 2016 delovala kot neodvisna sila, ki ni bila del Nata. Te štiri države naj bi po letu 2013 imele skupne vojaške vaje pod okriljem Nata. Nekateri znanstveniki so v tem videli prvi korak k tesnemu srednjeevropskemu regionalnemu sodelovanju.
6. avgusta 2015 je poljski predsednik Andrzej Duda v svojem inavguracijskem nagovoru napovedal načrte za izgradnjo regionalnega zavezništva srednjeevropskih držav po vzoru na Medmorje. Leta 2016 je imela Pobuda tri morja prvo srečanje na vrhu v Dubrovniku na Hrvaškem. Pobuda treh morij naj bi zajela dvanajst držav od severne do južne Evrope:  Estonijo, Latvijo, Litvo, Poljsko, Češko, Slovaško, Avstrijo, Madžarsko, Slovenijo, Hrvaško, Romunijo in Bolgarijo.